# أوروبا (فلم)
أوروبا هو فيلم دراما سياسي من إخراج لارس فون ترايير وبطولة ماكس فون سيدو، جان مارك بار، باربرا سوكوا ويودو كيير.

## روابط خارجية
- مقالات تستعمل روابط فنية بلا صلة مع ويكي بيانات